# توروو، شهرستان لوبین
توروو، شهرستان لوبین (به لاتین: Turów, Lubin County) یک منطقهٔ مسکونی در لهستان است که در Gmina Ścinawa واقع شده‌است.